# Sergio Franzoi
Sergio Franzoi (Lido di Venezia, 10 luglio 1929 – Venezia, 16 febbraio 2022) è stato un pittore italiano, uno degli ultimi esponenti della corrente post espressionista veneziana.
Si formò, come altri artisti, nelle collettive della Fondazione Bevilacqua La Masa e, dai primi dipinti realisti degli anni cinquanta, maturò una rielaborazione sempre più personale dell'espressionismo arrivando, dopo vent'anni di attività, a dipingere non più soggetti umani, ma forme biomorfe. Dal 1948 fino al primo decennio degli anni duemila partecipò ad esposizioni regionali, nazionali e internazionali e ottenne diversi riconoscimenti, tra cui il Premio di Pittura Città di Gallarate nel 1950, il Premio Suzzara nel 1951 e nel 1957 e il Premio Burano nel 1953 e nel 1956. Sue opere figurano oggi in esposizioni d'arte pubbliche e private, in Italia e all'estero.

## Biografia
Sergio Franzoi nacque nell'isola del Lido di Venezia il 10 luglio del 1929 dove visse la sua infanzia sotto il regime fascista di Mussolini e dove produsse buona parte dell'attività artistica giovanile prima di trasferirsi in città a Venezia intorno agli anni sessanta. Il padre era un impresario edile di Venezia ed è qui che Sergio Franzoi si iscrisse al liceo artistico nel 1943, all'apice del secondo conflitto mondiale, dove poté sviluppare le prime abilità artistiche e pittoriche affiancando anche attività da autodidatta, per poi proseguire gli studi nel 1947 quando frequentò l'alta scuola di formazione pittorica (scuola di pittura) dell'Accademia di Belle Arti di Venezia dove studiò con Giuseppe Cesetti diplomandosi nel 1952.

### I primi passi nelle Collettive
A partire dal 1948 e fino al 1963 prese parte per quindici anni sostanzialmente a quasi tutte le mostre annuali della Fondazione Bevilacqua La Masa, ad eccezione delle edizioni del 1951 e del 1954, vincendo numerosi premi per la pittura.
Le prime opere presentate alle collettive erano caratterizzate dai temi tipici di quegli anni.  Dalle scene di lavoro dagli accenti sociali ("Pescherecci", 1948, "Pescatori", 1952), infatti si passava a vedute e paesaggi ("Caldonazzo", 1949, "Capanne sulla spiaggia", 1950, "Case a Burano", 1953, "Paesaggio di Marghera", 1953 e "Paesaggio di Malamocco", 1953).
Nel 1948 a diciannove anni, mentre era ancora studente all'Accademia di Belle Arti di Venezia, prese parte per la prima volta alla 36ª edizione della Bevilacqua La Masa presentando il dipinto "Pescherecci".
Nel 1956 arrivò finalmente il primo riconoscimento a Franzoi. Si trattava del terzo premio nella sezione di pittura a pari merito con Paolo Meneghesso. I dipinti presentati che lo portarono a guadagnarsi il terzo posto nell'ambito premio artistico erano: "Paesaggio di Olanda", "Rimorchiatore in laguna" e "Paesaggio Olandese", tre dipinti che si rifacevano alla pittura realista e che non si allontanavano molto dai suoi primi lavori degli anni precedenti. Questa presenza all'esposizione veneziana degli artisti, sarà seguita da molte altre, se ne contano sedici in totale, colme di riconoscimenti.

### Il successo degli anni cinquanta e sessanta
Franzoi partecipò negli anni cinquanta, anche ad altri premi di pittura in ambito veneziano,  tra cui il Premio Burano (nell'omonima isola) con dipinti caratterizzati da ambientazioni lagunari, come "Tramonto" (1956), che riprendevano in parte le caratteristiche della sua attività giovanile.
Al di là dei concorsi locali, i suoi lavori iniziarono anche ad essere presenti in esposizioni nazionali, tra cui la Mostra Nazionale per le Arti Figurative svoltasi a Roma nel 1950 e alcune mostre milanesi come nel 1952 la Mostra della Realtà Poetica nella Galleria Salvetti e nel 1956 il Premio di Pittura San Fedele, oltre alla partecipazione nel 1958 alla Biennale Internazionale dei Giovani di Gorizia.
Tra la fine degli anni cinquanta e gli anni sessanta organizzò anche alcune esposizioni personali con la Fondazione Bevilacqua la Masa nel 1959, 1961, 1963 e 1967.
Nel 1960 Franzoi vinse con l'opera "Amanti" il secondo premio ex aequo assieme a Miro Romagna, Sergio Perolari e Domenico Boscolo, tutti pittori facenti parte dell'arte figurativa e molto legati alla tradizione, Il dipinto "Amanti" rappresentava una scena di profonda liricità tra due figure nude contornate da spesse pennellate nere, caratteristica quest'ultima che sarà fondamentale nelle produzioni dell'artista.
L'anno successivo arrivò di nuovo secondo nella categoria di pittura alla Bevilacqua con l'opera "I sopravvissuti", che riprendeva l'arte figurativa dell'edizione precedente ma modificandone la composizione in favore di una dal respiro più ampio: invece di riprendere due figure in primo piano, come l'opera precedente, in queste nuove composizioni raffigurava quattro figure una delle quali reggeva in braccio un bambino, secondo uno schema che potrebbe essere definito quasi arcaico. In quella stessa edizione Franzoi presentava anche un altro dipinto, "Il clown" che risultava un'opera coerente con le precedenti per cui si era guadagnato il secondo premio anche l'anno prima. Il dipinto presentava un realismo evidentemente influenzato dall'espressionismo nordico con figure dai toni scarni. Questi dipinti lo impongono e presentano in campo nazionale come uno dei giovani talenti più promettenti di quegli anni, consentendogli, nel 1961, di prendere parte alla Biennale d'Arte Triveneta di Padova, e due anni dopo all'edizione del prestigioso Premio Nazionale di Pittura "F. P. Michetti" a Francavilla al Mare.
In quegli anni era già diventato un artista affermato infatti già nel 1962 aveva esposto in numerose collettive di Venezia e anche in altre città italiane tra cui, oltre a quelle di Roma e Milano. si contano nel 1951 la Mostra Nazionale delle Accademie di Belle Arti a Napoli e nel 1959 la Mostra Nazionale di "Acquario" Pittura a Pontedera in occasione del IX Premio Pontedera. Inoltre aveva preso parte a quasi tutte le collettive della Bevilacqua La Masa a partire dal 1948 diventando un nome noto nell'area veneziana spaziando anche in quella nazionale.
Nel frattempo, nel 1954, era diventato insegnante all'Accademia di Belle Arti di Venezia; ruolo che successivamente abbandonerà per la cattedra di ornato modellato al Liceo Artistico di Venezia dove insegnerà fino al pensionamento nei primi anni novanta. Negli anni cinquanta aveva quindi già ricevuto moltissimi riconoscimenti in Italia partecipando a svariati concorsi artistici tra cui si contano il Premio di Pittura Città di Gallarate del 1950, il Premio Burano del 1953 e del 1956 e il Premio Suzzara del 1951 e del 1957,  che rappresentano solo alcuni esempi.
Nel 1964, dopo una selezione, Franzoi tornò a Roma per prendere parte alla IX Quadriennale dove l'artista presentava tre opere intitolate Figura n. 1, n. 2 e n. 3. Nel 1968 il suo lavoro sbarcava e guadagnava interesse anche al di fuori del territorio nazionale riuscendo a presentarsi in territorio egiziano esponendo alla VII Biennale del Mediterraneo ad Alessandria d'Egitto.

### Il primo premio della 50ª edizione
Dopo numerose partecipazioni Franzoi riuscì a vincere il 1º premio per la pittura, con la tela ad olio "Dopo la catastrofe", nella 50ª edizione della collettiva organizzata dalla Fondazione Bevilacqua la Masa a cavallo tra il 1962 e il 1963.
La scelta della giuria della Bevilacqua La Masa di insignire del primo premio Franzoi, venne definita da alcuni "poco coraggiosa" in quanto cadde su un artista tradizionale: i tre dipinti presentati da Franzoi ("Dopo la catastrofe", "Nudo" e "Uomo con fiore") infatti erano dipinti di arte figurativa con tratti caratteristici della pittura espressionista, con spessi contorni neri e una semplificazione delle forme che negli anni settanta sarebbe divenuta molto più rilevante, dando luogo a risultati differenti. Nello specifico l'ultimo dipinto "Nudo" rappresentava una figura nuda femminile e distesa, ritratta con lo stile scabro e il consueto tratto nero che caratterizzava la maggior parte della sua produzione di quegli anni. Franzoi in seguito ha infatti abbandonato la raffigurazione naturalistica in favore di una pittura sempre più scarna, con riferimenti organici ma non più figurativi. Il primo premio riconosciuto a Franzoi dalla giuria della 50ª edizione resta quindi una delle più emblematiche della linea classicamente tradizionalista che la fondazione veneziana aveva mantenuto durante gli anni sessanta. Questo dipinto, assieme ad altre sue opere, si trova oggi conservato nella Galleria internazionale d'arte moderna di Ca' Pesaro a Venezia.

### Gli anni settanta e il mosaico nell'ex Ospedale al Mare del Lido di Venezia
Durante i successivi anni settanta ormai è un artista maturo e si propone come tale in alcune mostre personali veneziane, tra le varie c'è quella svoltasi presso la Fondazione Querini Stampalia del 1970, quella organizzata l'anno successivo alla Galleria d'Arte "Il Traghetto" o quella del 1973 a Mestre svoltasi alla Galleria "Acquario". Prende parte inoltre ad alcuni premi di pittura tra cui si contano nel 1971 il Premio di Pittura di Bassano Del Grappa e nel 1979 il Premio di Pittura "Carlo Dalla Zorza" ad Asolo. Nel 1974 partecipa a Milano alla Mostra Nazionale di Arti Figurative al Castello Sforzesco.
Nella sua vita artistica Franzoi ha prodotto anche alcuni cartoni e tele per mosaici con motivi decorativi astratti. Degno di nota è il lavoro maturato nel 1975 comprendente una serie di cinque disegni o cartoni preparatori composti da cinque soggetti per mosaico che ha commissionato alla Scuola Musaicisti del Friuli per conto dell'ex Ospedale Civile del Lido di Venezia. I cartoni sono stati prodotti con tecnica mista, pittura a tempera o tesseratura.
Nello specifico i lavori prodotti raffigurano "frecce" risultando tutti riconducibili allo stesso nucleo creativo astratto, caratterizzato da tonalità cromatiche che giocano sull'idea di movimento. La tecnica a tesseratura non scientifica aiuta il dinamismo dei lavori, rendendo anche i "cartoni-tappeto" stessi coloristici e quasi ornamentali.
In particolare i soggetti dei bozzetti numero 3 e 4 presentano una figura intera centrale contornata da altre figure astratte frammentate che risultano allungate e marcate con toni blu-azzurri e macchie rossastre. Sullo sfondo sono invece presenti tonalità più chiare sul bianco e beige dorato. L'estremo dinamismo dei lavori è dato fondamentalmente da due elementi ricorrenti: il primo riguarda la scelta dell'utilizzo di colori chiari per lo sfondo che comunica un senso di movimento, la seconda è l'uso di direttrici rappresentate da linee bianche che collegano le varie figure con l'esterno. La tecnica della "tesseratura" che è stata utilizzata da Franzoi per l'esecuzione dei cartoni rende il risultato dell'opera già chiaro. Il tutto è stato poi realizzato a marmi e smalti a lavorazione diretta su lastra di cemento tramite applicazione con collante cementizio.
Il mosaico realizzato e completato è visibile oggi all'interno dell'ex Ospedale Civile del Lido di Venezia nella zona della piscina interna affacciata sulla spiaggia, nella parete nord-est del complesso. I disegni e i cartoni preparatori sono invece conservati a Spilimbergo in provincia di Pordenone nella Galleria e archivio della Scuola Mosaicisti del Friuli.

### La fine dell'attività artistica e la morte
A partire dagli anni ottanta diminuiscono le partecipazioni alle collettive per dare vita ad alcune mostre personali del 1989, 1998 e nel 2000.
Quello che può essere definito come un vero e proprio coronamento della sua storia artistica è la mostra e seminario del 1982 a cui Franzoi prese parte e che fu organizzata a Venezia dal Dipartimento di Storia e Critica delle Arti dell'Università di Ca' Foscari, su invito del famoso critico d'arte Giuseppe Mazzariol.  Partecipò inoltre alla mostra-evento del 1984 alla Galleria Bevilacqua La Masa intitolata "Cronaca 1947-1967".
Gli ultimi decenni del suo percorso artistico sono stati caratterizzati da raffinate ed eleganti indagini sul nudo femminile; particolari segni e colori si sono uniti nelle opere artistiche per riesplorare il corpo umano inteso come una sorta di paesaggio.
Franzoi concluse la sua carriera nel primo decennio degli anni duemila dopo oltre sessant'anni di attività artistica, partecipando alle sue ultime mostre ed esposizioni.
Sergio Franzoi muore a Venezia il 16 febbraio 2022 all'età di 92 anni. È sepolto nel cimitero monumentale di "San Michele" in Isola a Venezia.

## Stile e concezione dell'arte
Sergio Franzoi si è accostato alla pittura a partire da un'esperienza originaria come la visione del mare, i pescatori che facevano la tratta delle reti sulla spiaggia di contro al gran rispecchiarsi del sole sulle onde, l'affiorare mutevole e coinvolgente dei fenomeni sullo sfondo infinito e abbacinante della luce, il confine incerto e attraente tra il prossimo e il noto e l'inconoscibile. Di tali immagini vi è traccia nelle sue opere giovanili, ma ben presto sarà l'universo coinvolgente e intrigante dell'eros ad attrarlo.
Ancora spiagge o comunque luoghi indeterminati su cui non si è ancora avventata l'orgia dei ritmi assordanti, il dolciastro putrefarsi dei dopobagno, la valanga incontenibile della pubblicità. Spazi dove i sogni danzano sulle traiettorie degli sguardi - insondabili percorsi del desiderio - dove sbocciano avventure impensate dolci congiungimenti, compenetrazioni, caldi abbracci, nel mescolarsi morbido delle carni. "... Intensi paesaggi di vita" li ha definiti una volta Giuseppe Mazzariol, "... Null'altro. Talvolta emerge il fiore di una bocca, la mandorla sottile dell'occhio o del sesso si apre alla presenza. Una grande calma si leva da queste orme supine dove il bianco prevale e unifica". Ed in effetti figure e paesaggi si confondono mentre l'immaginazione si inoltra su sentieri destinati a perdersi nel turbinare il moto della fantasia, in un inesauribile susseguirsi di incontri e di situazioni. Non bisogna tuttavia pensare, nel caso di Franzoi ad una facile pittura narrativa. Non si tratta infatti di un tranquillo pittore naturalista intento semplicemente a riprodurre ciò che si vede.
Egli è ben consapevole dell'autonomia della pittura, non ignora che l'arte ha le proprie leggi, le proprie costruzioni, i propri percorsi, e che misteriosi e meravigliosi sono i legami che la connettono al mondo. L'approccio di Franzoi al linguaggio essenzialmente metaforico della pittura è tutt'altro che ingenuo. Egli non solo ne riconosce le libertà ma ne intuisce anche la possibile usura, il rischio sempre in agguato dell'afasia, magari per virtuosismo rappresentativo, per ridondanza, per banale ripetitività o per eccesso di sensibilità. Non a caso, proprio per scansare tali pericoli, egli si autolimita costringendo le proprie qualità innate in itinerari volutamente aspri e difficili.
Pittore dotatissimo, per molti aspetti egli affronta infatti l'immagine plasticamente, da scultore, sconvolgendo sottilmente i fondamenti stessi della tradizionale costruzione del dipinto. In questo modo il chiaro scuro risulta pressoché eliminato a favore dell'imminenza e quasi fisicità della superficie, mentre la consistenza dei volumi viene tradotta nell'ardua complessità di articolati geroglifici formali. Tutto ciò mentre anche il colore viene perdendo la consueta proprietà permeante, non si distende in zone, bensì va concentrandosi in contrastanti e come esterne striature, o viene coagulandosi allusivamente sui contorni lineari. Il quadro vive così esplicitamente di una doppia natura, in quanto spazio insieme fisico e virtuale. Per entrare a farvi parte, il reale deve allora passare attraverso il filtro della psiche, dell'immaginazione, della ragione, dell'istinto, trovare una particolare e irripetibile configurazione tale da trasformare il fenomeno, le cose, il mondo, in icona.
Ovviamente Franzoi non affronta un compito così difficile senza munirsi di adeguati strumenti: nei suoi lavori affiorano intatti qua e là le memorie delle silhouette delle ippodromi maremmani di 'lingua francese', gli insegnamenti raffinati di Braque, e sognanti fantasie di Klee, le elegantissime ondulazioni avvolgenti di Modigliani e, forse con maggiore insistenza, gli echi più tormentati e velenosi dei linearismi di Klimt e Schicle.
Che tuttavia non si tratti di un mero, seppur raffinatissimo repertorio di giustapposizioni stilistiche, appare se non altro dal fatto che il modo stesso di comporre il quadro è venuto mutando radicalmente nel tempo: mentre nei suoi primi lavori l'immagine appariva "centrata" quasi a dominare lo spazio, ora essa viene come disseminandosi sull'intera superficie, probabilmente a significare anche la perdita di ogni certezza e di ogni fondamento tipica della nostra epoca eppure, come ha scritto il grande Virgilio Guidi, con la pittura di Franzoi siamo ancora "... nelle regioni dell'uomo". Vi è infatti un'insopprimibile fiducia di antica matrice umanistica a guidare e a sorreggere la sua lotta contro l'intercambiabilità e l'infinita moltiplicabilità che sembrano caratterizzare il caotico mondo in cui simo immersi. Per Franzoi invece ogni dipinto, ogni opera deve distinguersi in virtù della forma, frutto di un irriproducibile nesso che si istituisce tra l'esserci e la totalità. Solo il rigore della forma può infatti consentire una qualche dignità - parola questa ormai desueta, nel vocabolario corrente - intesa anche come possibilità di confronto e di giudizio, in una costante tensione di ordine morale al meglio.
Schivo e accigliato nella sua burbera e orgogliosa mitezza, Sergio Franzoi, in mezzo al confuso rumore degli ormai spesso incomprensibili sistemi della contemporaneità, continua a sentire la civile necessità di elevare il suo inno all'amore, universale energia che tiene insieme e fa rifiorire gli enti, convinto come il Fedro del Simposio platonico che:
(Estratto del discorso di Fedro dall'opera Symposium di Platone. Versi 178 [c] e [d])

## Attività espositiva
- 1948 - Venezia, 36ª Collettiva Galleria Bevilacqua La Masa
- 1949 - Venezia, Mostra Nazionale delle Accademie di Belle Arti
- 1949 - Venezia, 37ª Collettiva Galleria Bevilacqua La Masa
- 1950 - Roma, Mostra Nazionale per le Arti Figurative
- 1950 - Venezia, 38ª Collettiva Galleria Bevilacqua La Masa
- 1950 - Gallarate, Premio Nazionale di Pittura Città di Gallarate
- 1951 - Napoli, Mostra Nazionale delle Accademie di Belle Arti
- 1951 - Venezia, Mostra del Premio Burano
- 1951 - Suzzara, IV Premio Suzzara
- 1951 - Venezia, 39ª Collettiva Galleria Bevilacqua La Masa
- 1951 - Venezia, Mostra Del Delta
- 1952 - Venezia, Gruppo di 8 Giovani Pittori
- 1952 - Roma, II Olimpiadi Culturali della Gioventù
- 1952 - Venezia, 40ª Collettiva Bevilacqua La Masa
- 1952 - Milano, Mostra della Realtà Poetica - Galleria Salvetti
- 1953 - Venezia, Mostra del Premio Burano
- 1953 - Milano, Mostra Nazionale delle Accademie di Belle
- 1953 - Venezia, 41ª Collettiva Bevilacqua La Masa
- 1955 - Cesenatico, IV Premio di Pittura Cesenatico
- 1955 - Venezia, 43ª Collettiva Bevilacqua La Masa
- 1955 - Legnago, Premio di Pittura Città di Legnago
- 1956 - Venezia, Mostra del Premio Burano
- 1956 - Milano, Premio di Pittura San Fedele
- 1956 - Venezia, 44ª Collettiva Bevilacqua La Masa
- 1956 - Mirano, Premio di Pittura Città di Mirano
- 1957 - Suzzara, X Premio Suzzara
- 1957 - Venezia, 45ª Collettiva Galleria Bevilacqua La Masa
- 1958 - Gorizia, VI Mostra Internazionale di Arti Figurative
- 1958 - Bergamo, Premio Dalmine
- 1958 - Venezia, 46ª Collettiva Galleria Bevilacqua La Masa
- 1959 - Pontedera, IX Premio Pontedera - Mostra Nazionale di "Acquario" Pittura
- 1959 - Venezia, 47ª Collettiva Galleria Bevilacqua La Masa
- 1959 - Venezia, Mostra Artisti Premiati - Collettiva Galleria B.LM.
- 1959 - Venezia, Mostra Personale Galleria Bevilacqua La Masa
- 1960 - Venezia, 48ª Collettiva Galleria Bevilacqua La Masa
- 1961 - Padova, XIV Biennale d'Arte Triveneta
- 1961 - Copparo, Premio Copparo Mostra d'Arte Interregionale
- 1961 - Venezia, Mostra Personale Galleria Bevilacqua la Masa
- 1961 - Venezia, Collettiva di Pittori Veneziani
- 1961 - Venezia, 49ª Collettiva Galleria Bevilacqua La Masa
- 1962 - Venezia, Galleria Il Canale-Mostra Giovani Pittori Veneziani
- 1962 - Rovigo, Mostra Interprovinciale d'Arte
- 1962 - Venezia, 50ª Collettiva Galleria Bevilacqua La Masa
- 1963 - Francavilla al Mare, XVII Premio Nazionale di Pittura "F.P. Michetti"
- 1963 - Venezia, Mostra Personale Galleria Bevilacqua La Masa
- 1963 - Venezia, 51ª Collettiva Galleria Bevilacqua La Masa
- 1964 - Venezia, 52ª Collettiva Bevilacqua La Masa
- 1965 - Roma, IX Esposizione Nazionale Quadriennale d'Arte
- 1965 - Venezia, VIII Premio di Pittura Mestre
- 1965 - Venezia, 53ª Collettiva Galleria Bevilacqua La Masa
- 1966 - Venezia, Mostra di Pittori Veneziani
- 1966 - Venezia, IX Premio di Pittura Mestre
- 1966 - Venezia, Collettiva Galleria "Contarini"
- 1967 - Padova, Mostra Personale Galleria "Il Sigillo"
- 1967 - Venezia, X Premio di Pittura Mestre
- 1967 - Venezia, Mostra Personale Galleria Bevilacqua La Masa
- 1968 - Alessandria d'Egitto, VII Biennale Internazionale del Mediterraneo
- 1968 - Vicenza, Mostra Personale Galleria "Al Cenacolo"
- 1970 - Venezia, Mostra Personale Fondazione "Querini Stampalia"
- 1970 - Venezia, Galleria La Toleta "Il Marengo d'Oro"
- 1971 - Bassano, Premio di Pittura Bassano Del Grappa
- 1971 - Venezia, Mostra Personale Galleria "Il Traghetto"
- 1971 - Venezia, Collettiva Mestre Galleria "Acquario"
- 1972 - Venezia, Pittori Veneziani Omaggio a Diego Valeri
- 1972 - Venezia, Mostra Personale Mestre Galleria "Acquario"
- 1973 - Venezia, Giovani degli anni 50-Galleria d'Arte S.Vidal
- 1974 - Milano, Mostra Nazionale Arti Figurative Castello Sforzesco
- 1979 - Asolo, Premio di Pittura "Carlo Dalla Zorza"
- 1982 - Venezia, Università degli Studi-lstituto Discipline Artistiche
- 1984 - Venezia, Cronaca 1947-1967 Galleria Bevilacqua La Masa
- 1989 - Venezia, Mostra Personale Galleria ll Traghetto
- 1998 - Venezia, Mostra Personale Hotel Bel Sito
- 2000 - Venezia, Mostra Personale Galleria Multigraphic

## Premi e riconoscimenti principali
- 1950 - Primo classificato: Premio di Pittura città di Gallarate
- 1951 - Primo classificato: Premio Suzzara
- 1953 - Primo classificato: Premio Burano
- 1956 - Primo classificato: Premio Burano
- 1956 - Terzo classificato: premio sezione di pittura 44° collettiva Fondazione Bevilacqua La Masa
- 1957 - Primo classificato: Premio Suzzara
- 1960 - Secondo classificato: premio sezione di pittura 48° collettiva Fondazione Bevilacqua La Masa
- 1961 - Secondo classificato: premio sezione di pittura 49° collettiva Fondazione Bevilacqua La Masa
- 1962 - Primo classificato: premio sezione di pittura 50° collettiva Fondazione Bevilacqua La Masa

## Opere in collezioni
- Amanti, olio su tela, 75 x 100 cm, sec. XX, A0355, Fondazione Musei Civici di Venezia - Ca' Pesaro, Galleria Internazionale d'Arte Moderna;[17][18]
- Dopo la catastrofe, olio su tela, sec. XX, 127 x 151 cm, BA0424, Fondazione Musei Civici di Venezia - Ca' Pesaro, Galleria Internazionale d'Arte Moderna;[8]
- Il clown, olio su tela, 72 x 72 cm, sec. XX, BA0377, Fondazione Musei Civici di Venezia - Ca' Pesaro, Galleria Internazionale d'Arte Moderna;[6][19]
- Paesaggio, olio su tela, 74 x 89 cm, sec. XX, BA0531, Fondazione Musei Civici di Venezia - Ca' Pesaro, Galleria Internazionale d'Arte Moderna;[20][21]
- Paesaggio di Marghera, olio su tela, 75 x 70 cm, sec. XX, BA0156, Fondazione Musei Civici di Venezia - Ca' Pesaro, Galleria Internazionale d'Arte Moderna.[4]